# Літтл-Бритен Тауншип (округ Ланкастер, Пенсільванія)
Літтл-Бритен Тауншип (англ. Little Britain Township) — селище (англ. township) в США, в окрузі Ланкастер штату Пенсільванія. Населення — 4118 осіб (2020).

## Демографія
Згідно з переписом 2010 року, у селищі мешкало 4106 осіб у 1314 домогосподарствах у складі 1100 родин. Було 1367 помешкань
Расовий склад населення:
| - 97,3 % — білих - 0,6 % — чорних або афроамериканців - 0,3 % — азіатів - 0,1 % — корінних американців - 1,0 % — осіб інших рас |

До двох чи більше рас належало 0,8 %. Частка іспаномовних становила 2,4 % від усіх жителів.
За віковим діапазоном населення розподілялося таким чином: 30,8 % — особи молодші 18 років, 58,1 % — особи у віці 18—64 років, 11,1 % — особи у віці 65 років та старші. Медіана віку мешканця становила 35,9 року. На 100 осіб жіночої статі у селищі припадало 100,9 чоловіків;  на 100 жінок у віці від 18 років та старших — 100,8 чоловіків також старших 18 років.
Середній дохід на одне домашнє господарство  становив 72 514 долари США (медіана — 62 944), а середній дохід на одну сім'ю — 81 145 доларів (медіана — 64 319). Медіана доходів становила 51 120 доларів для чоловіків та 38 032 долари для жінок. За межею бідності перебувало 1,6 % осіб, у тому числі 0,0 % дітей у віці до 18 років та 0,0 % осіб у віці 65 років та старших.
Цивільне працевлаштоване населення становило 1931 особа. Основні галузі зайнятості: освіта, охорона здоров'я та соціальна допомога — 24,9 %, виробництво — 17,9 %, будівництво — 11,5 %, сільське господарство, лісництво, риболовля — 10,2 %.